# در آسمان
در آسمان کتابی از ارسطو است

## به فارسی
این کتاب با ترجمهٔ اسماعیل سعادت در سال ۱۳۷۹ منتشر و در مراسم کتاب سال جمهوری اسلامی ایران به‌عنوان کتاب برگزیده معرفی شد.